# Alice Pegler
Alice Marguerite Pegler (Keiskammahoek, 21 de julio de 1861-Mthatha, 17 de junio de 1929) fue una profesora, recolectora y botánica sudafricana.

## Biografía
Hija de S. Mackin Pegler, Alice fue educada en el Convento Dominicano en King William's Town. Aunque entrenada como profesora, abandonó esa carrera y se instaló en Kentani, donde crio y educó a sus sobrinas. Sufrió problemas de salud a lo largo de su vida; y especialmente problemas crónicos con su vista. 
Mientras en Kentani,  empezó una recolección extensa de toda flora dentro de un radio de 7,5 km del pueblo. Sus recolecciones condujeron a una correspondencia regular con botánicos como Peter MacOwan, Harry Bolus, HHW Pearson, Selmar Schonland y Illtyd Buller Pole-Evans.
Sus meticulosas notas sobre las plantas de Kentani, a través de las estaciones se publicaron en Ann. Bol. Herb. 5: 1-32 (1918). No se limitó a la flora, sino también recogió escarabajos, dípteros, arañas, y escorpiones. En 1903,  viajó al Transvaal y recolectó entre Rustenburg y Johannesburgo. Su mala salud finalmente le causó que se especializara en algas y hongos. Una enumeración de los fungi recolectados entre 1911 a 1914 en el Distrito de Kentani, los publicó en Ann. Bol. Herb. 2: 184-93 (1918). 
Bolus rindió tributo a sus recolecciones en el v. 2 de sus Orquídeas de Sudáfrica (1911) y, la describió como alguien "que, a pesar de su delicada salud, ha sido infatigable en explorar la flora de su distrito". En los siete años anteriores a su muerte, se convirtió en una inválida. Sus 2.000 ejemplares, fueron donados al Instituto Botánico Nacional de Sudáfrica en Pretoria.

## Honores

### Membresías
- 1912, fue honrada con el excepcional honor de ser miembro de la Sociedad Linneana de Londres.

### Eponimia

#### Género
Peglera Bolus (el cual devino en un sinónimo para Nectaropetalum Engl.)

#### Especiesvegetales
- Aloe peglerae Schönland,
- Chironia peglerae Prain,
- Chionanthus peglerae (C.H.Wright) Stearn,

#### Especies de fungi
- Puccinia pegleriana Doidge,
- Ravenalia peglerae Pole-Evans,
- Uromyces peglerae Pole-Evans,
- Ustilago peglerae Bubak & Syd. y muchos más.[1][2]